# Lista de astronautas (1980–1999)
- Vermelho mostra as fatalidades em voos espaciais.
- Verde mostra  astronautas que não sejam norte-americanos, soviéticos, russos ou ex-integrantes da URSS.

| LISTA DE ASTRONAUTAS ENTRE 1980 E 1999 | LISTA DE ASTRONAUTAS ENTRE 1980 E 1999      | LISTA DE ASTRONAUTAS ENTRE 1980 E 1999 | LISTA DE ASTRONAUTAS ENTRE 1980 E 1999 | LISTA DE ASTRONAUTAS ENTRE 1980 E 1999                                                 |
| Nome                                   | País                                        | Ano                                    | Nave                                   | Fato especial                                                                          |
| -------------------------------------- | ------------------------------------------- | -------------------------------------- | -------------------------------------- | -------------------------------------------------------------------------------------- |
| Leonid Popov                           | União das Repúblicas Socialistas Soviéticas | 1980                                   | Soyuz 35 / Salyut 6                    |                                                                                        |
| Bertalan Farkas                        | Hungria                                     | 1980                                   | Soyuz 36 / Salyut 6                    | Primeiro cosmonauta da Hungria.                                                        |
| Yuri Malyshev                          | União das Repúblicas Socialistas Soviéticas | 1980                                   | Soyuz T-2 / Salyut 6                   |                                                                                        |
| Pham Tuan                              | Vietname                                    | 1980                                   | Soyuz 37 / Salyut 6                    | Primeiro vietnamita e primeiro asiático no espaço                                      |
| Arnaldo Tamayo-Mendez                  | Cuba                                        | 1980                                   | Soyuz 38 / Salyut 6                    | Primeiro cosmonauta de Cuba, da América Latina e primeiro americano não-estadunidense. |
| Leonid Kizim                           | União das Repúblicas Socialistas Soviéticas | 1980                                   | Soyuz T-3 / Salyut 6                   |                                                                                        |
| Gennadi Strekalov                      | União das Repúblicas Socialistas Soviéticas | 1980                                   | Soyuz T-3 / Salyut 6                   |                                                                                        |
| Viktor Savinykh                        | União das Repúblicas Socialistas Soviéticas | 1981                                   | Soyuz T-4 / Salyut 6                   |                                                                                        |
| Jugderdemidiyn Gurragcha               | Mongólia                                    | 1981                                   | Soyuz 39 / Salyut 6                    | Primeiro cosmonauta da Mongólia no espaço                                              |
| Robert Crippen                         | Estados Unidos                              | 1981                                   | STS-1 / Columbia                       | Primeiro voo do Ônibus Espacial                                                        |
| Dumitru Prunariu                       | Romênia                                     | 1981                                   | Soyuz 40 / Salyut 6                    | Primeiro cosmonauta da Romênia no espaço                                               |
| Joseph Engle                           | Estados Unidos                              | 1981                                   | STS-2 / Columbia                       |                                                                                        |
| Richard Truly                          | Estados Unidos                              | 1981                                   | STS-2 / Columbia                       |                                                                                        |
| Gordon Fullerton                       | Estados Unidos                              | 1982                                   | STS-3 / Columbia                       |                                                                                        |
| Anatoli Berezovoy                      | União das Repúblicas Socialistas Soviéticas | 1982                                   | Soyuz T-5 / Salyut 7                   |                                                                                        |
| Jean-Loup Chrétien                     | França                                      | 1982                                   | Soyuz T-6 / Salyut 7                   | Primeiro cosmonauta da França.                                                         |
| Henry Hartsfield Jr.                   | Estados Unidos                              | 1982                                   | STS-4 / Columbia                       |                                                                                        |
| Aleksandr Serebrov                     | União das Repúblicas Socialistas Soviéticas | 1982                                   | Soyuz T-7 / Salyut 7                   |                                                                                        |
| Svetlana Savitskaya                    | União das Repúblicas Socialistas Soviéticas | 1982                                   | Soyuz T-7 / Salyut 7                   | Segunda mulher no espaço; primeira mulher a fazer uma caminhada espacial, em 1984.     |
| Robert Overmyer                        | Estados Unidos                              | 1982                                   | STS-5 / Columbia                       |                                                                                        |
| Joseph Allen                           | Estados Unidos                              | 1982                                   | STS-5 / Columbia                       |                                                                                        |
| William Lenoir                         | Estados Unidos                              | 1982                                   | STS-5 / Columbia                       |                                                                                        |
| Karol Bobko                            | Estados Unidos                              | 1983                                   | STS-6 / Challenger                     |                                                                                        |
| Donald Peterson                        | Estados Unidos                              | 1983                                   | STS-6 / Challenger                     |                                                                                        |
| Story Musgrave                         | Estados Unidos                              | 1983                                   | STS-6 / Challenger                     |                                                                                        |
| Vladimir Titov                         | União das Repúblicas Socialistas Soviéticas | 1983                                   | Soyuz T-8                              |                                                                                        |
| Frederick Hauck                        | Estados Unidos                              | 1983                                   | STS-7 / Challenger                     |                                                                                        |
| John Fabian                            | Estados Unidos                              | 1983                                   | STS-7 / Challenger                     |                                                                                        |
| Sally Ride                             | Estados Unidos                              | 1983                                   | STS-7 / Challenger                     | Primeira mulher norte-americana no espaço                                              |
| Norman Thagard                         | Estados Unidos                              | 1983                                   | STS-7 / Challenger                     |                                                                                        |
| Aleksandr Alexandrov                   | União das Repúblicas Socialistas Soviéticas | 1983                                   | Soyuz T-9 / Salyut 7                   |                                                                                        |
| Daniel Brandenstein                    | Estados Unidos                              | 1983                                   | STS-8 / Challenger                     |                                                                                        |
| Dale Gardner                           | Estados Unidos                              | 1983                                   | STS-8 / Challenger                     |                                                                                        |
| Guion Bluford                          | Estados Unidos                              | 1983                                   | STS-8 / Challenger                     |                                                                                        |
| William Thornton                       | Estados Unidos                              | 1983                                   | STS-8 / Challenger                     |                                                                                        |
| Brewster Shaw                          | Estados Unidos                              | 1983                                   | STS-9 / Columbia                       |                                                                                        |
| Robert Parker                          | Estados Unidos                              | 1983                                   | STS-9 / Columbia                       |                                                                                        |
| Byron Lichtenberg                      | Estados Unidos                              | 1983                                   | STS-9 / Columbia                       |                                                                                        |
| Ulf Merbold                            | Alemanha                                    | 1983                                   | STS-9 / Columbia                       | Primeiro astronauta da Alemanha Ocidental                                              |
| Robert Gibson                          | Estados Unidos                              | 1984                                   | STS-41-B / Challenger                  |                                                                                        |
| Bruce McCandless                       | Estados Unidos                              | 1984                                   | STS-41-B / Challenger                  | Primeiro homem fora da nave no espaço sem estar ligado a ela.                          |
| Ronald McNair                          | Estados Unidos                              | 1984                                   | STS-41-B / Challenger                  | Faleceu na explosão da Challenger em 1986                                              |
| Robert Stewart                         | Estados Unidos                              | 1984                                   | STS-41-B / Challenger                  |                                                                                        |
| Vladimir Solovyov                      | União das Repúblicas Socialistas Soviéticas | 1984                                   | Soyuz T-10 / Salyut 7                  |                                                                                        |
| Oleg Atkov                             | União das Repúblicas Socialistas Soviéticas | 1984                                   | Soyuz T-10 / Salyut 7                  |                                                                                        |
| Rakesh Sharma                          | Índia                                       | 1984                                   | Soyuz T-11 / Salyut 7                  | Primeiro cosmonauta da Índia.                                                          |
| Francis Scobee                         | Estados Unidos                              | 1984                                   | STS-41-C / Challenger                  | Faleceu na explosão da Challenger em 1986                                              |
| George Nelson                          | Estados Unidos                              | 1984                                   | STS-41-C / Challenger                  |                                                                                        |
| James Van Hoften                       | Estados Unidos                              | 1984                                   | STS-41-C / Challenger                  |                                                                                        |
| Terry Hart                             | Estados Unidos                              | 1984                                   | STS-41-C / Challenger                  |                                                                                        |
| Igor Volk                              | União das Repúblicas Socialistas Soviéticas | 1984                                   | Soyuz T-12 / Salyut 7                  |                                                                                        |
| Michael Coats                          | Estados Unidos                              | 1984                                   | STS-41-D / Discovery                   |                                                                                        |
| Judith Resnik                          | Estados Unidos                              | 1984                                   | STS-41-D / Discovery                   | Faleceu na explosão da Challenger em 1986                                              |
| Steven Hawley                          | Estados Unidos                              | 1984                                   | STS-41-D / Discovery                   |                                                                                        |
| Richard Mullane                        | Estados Unidos                              | 1984                                   | STS-41-D / Discovery                   |                                                                                        |
| Charles Walker                         | Estados Unidos                              | 1984                                   | STS-41-D / Discovery                   |                                                                                        |
| Jon McBride                            | Estados Unidos                              | 1984                                   | STS-41-G / Challenger                  |                                                                                        |
| Kathryn Sullivan                       | Estados Unidos                              | 1984                                   | STS-41-G / Challenger                  |                                                                                        |
| David Leestma                          | Estados Unidos                              | 1984                                   | STS-41-G / Challenger                  |                                                                                        |
| Marc Garneau                           | Canadá                                      | 1984                                   | STS-41-G / Challenger                  | Pimeiro canadense no espaço.                                                           |
| Paul Scully-Power                      | Estados Unidos                              | 1984                                   | STS-41-G / Challenger                  |                                                                                        |
| David Walker                           | Estados Unidos                              | 1984                                   | STS-51-A / Discovery                   |                                                                                        |
| Anna Fisher                            | Estados Unidos                              | 1984                                   | STS-51-A / Discovery                   |                                                                                        |
| Loren Shriver                          | Estados Unidos                              | 1985                                   | STS-51-C / Discovery                   |                                                                                        |
| Ellison Onizuka                        | Estados Unidos                              | 1985                                   | STS-51-C / Discovery                   | Faleceu na explosão da Challenger em 1986                                              |
| James Buchli                           | Estados Unidos                              | 1985                                   | STS-51-C / Discovery                   |                                                                                        |
| Gary Payton                            | Estados Unidos                              | 1985                                   | STS-51-C / Discovery                   |                                                                                        |
| Donald Williams                        | Estados Unidos                              | 1985                                   | STS-51-D / Discovery                   |                                                                                        |
| Rhea Seddon                            | Estados Unidos                              | 1985                                   | STS-51-D / Discovery                   |                                                                                        |
| Jeffrey Hoffman                        | Estados Unidos                              | 1985                                   | STS-51-D / Discovery                   |                                                                                        |
| David Griggs                           | Estados Unidos                              | 1985                                   | STS-51-D / Discovery                   |                                                                                        |
| Jake Garn                              | Estados Unidos                              | 1985                                   | STS-51-D / Discovery                   |                                                                                        |
| Frederick Gregory                      | Estados Unidos                              | 1985                                   | STS-51-B / Challenger                  |                                                                                        |
| Don Lind                               | Estados Unidos                              | 1985                                   | STS-51-B / Challenger                  |                                                                                        |
| Lodewijk van den Berg                  | Estados Unidos                              | 1985                                   | STS-51-B / Challenger                  |                                                                                        |
| Taylor Wang                            | Estados Unidos                              | 1985                                   | STS-51-B / Challenger                  |                                                                                        |
| John Creighton                         | Estados Unidos                              | 1985                                   | STS-51-G / Discovery                   |                                                                                        |
| Shannon Lucid                          | Estados Unidos                              | 1985                                   | STS-51-G / Discovery                   |                                                                                        |
| Steven Nagel                           | Estados Unidos                              | 1985                                   | STS-51-G / Discovery                   |                                                                                        |
| Patrick Baudry                         | França                                      | 1985                                   | STS-51-G / Discovery                   |                                                                                        |
| Sultan Salman Al-Saud                  | Arábia Saudita                              | 1985                                   | STS-51-G / Discovery                   | Primeiro astronauta da Arábia Saudita.                                                 |
| Roy Bridges Jr.                        | Estados Unidos                              | 1985                                   | STS-51-F / Challenger                  |                                                                                        |
| Anthony England                        | Estados Unidos                              | 1985                                   | STS-51-F / Challenger                  |                                                                                        |
| Karl Henize                            | Estados Unidos                              | 1985                                   | STS-51-F / Challenger                  |                                                                                        |
| Loren Acton                            | Estados Unidos                              | 1985                                   | STS-51-F / Challenger                  |                                                                                        |
| John-David Bartoe                      | Estados Unidos                              | 1985                                   | STS-51-F / Challenger                  |                                                                                        |
| Richard Covey                          | Estados Unidos                              | 1985                                   | STS-51-I / Discovery                   |                                                                                        |
| John Lounge                            | Estados Unidos                              | 1985                                   | STS-51-I / Discovery                   |                                                                                        |
| William Fisher                         | Estados Unidos                              | 1985                                   | STS-51-I / Discovery                   |                                                                                        |
| Vladimir Vasyutin                      | União das Repúblicas Socialistas Soviéticas | 1985                                   | Soyuz T-14 / Salyut 7                  |                                                                                        |
| Aleksandr Volkov                       | União das Repúblicas Socialistas Soviéticas | 1985                                   | Soyuz T-14 / Salyut 7                  |                                                                                        |
| Ronald Grabe                           | Estados Unidos                              | 1985                                   | STS-51-J / Atlantis                    |                                                                                        |
| David Hilmers                          | Estados Unidos                              | 1985                                   | STS-51-J / Atlantis                    |                                                                                        |
| William Pailes                         | Estados Unidos                              | 1985                                   | STS-51-J / Atlantis                    |                                                                                        |
| Bonnie Dunbar                          | Estados Unidos                              | 1985                                   | STS-61-A / Challenger                  |                                                                                        |
| Reinhard Furrer                        | Alemanha                                    | 1985                                   | STS-61-A / Challenger                  |                                                                                        |
| Ernst Messerschmid                     | Alemanha                                    | 1985                                   | STS-61-A / Challenger                  |                                                                                        |
| Wubbo Ockels                           | Países Baixos                               | 1985                                   | STS-61-A / Challenger                  | Primeiro astronauta da Holanda                                                         |
| Bryan O'Connor                         | Estados Unidos                              | 1985                                   | STS-61-B / Atlantis                    |                                                                                        |
| Mary Cleave                            | Estados Unidos                              | 1985                                   | STS-61-B / Atlantis                    |                                                                                        |
| Sherwood Spring                        | Estados Unidos                              | 1985                                   | STS-61-B / Atlantis                    |                                                                                        |
| Jerry Ross                             | Estados Unidos                              | 1985                                   | STS-61-B / Atlantis                    |                                                                                        |
| Rodolfo Neri Vela                      | México                                      | 1985                                   | STS-61-B / Atlantis                    | Primeiro mexicano no espaço.                                                           |
| Charles Bolden Jr.                     | Estados Unidos                              | 1986                                   | STS-61-C / Columbia                    |                                                                                        |
| Franklin Chang-Diaz                    | Estados Unidos                              | 1986                                   | STS-61-C / Columbia                    |                                                                                        |
| Robert Cenker                          | Estados Unidos                              | 1986                                   | STS-61-C / Columbia                    |                                                                                        |
| Bill Nelson                            | Estados Unidos                              | 1986                                   | STS-61-C / Columbia                    |                                                                                        |
| Aleksandr Laveykin                     | União das Repúblicas Socialistas Soviéticas | 1987                                   | Soyuz TM-2 / Mir                       | Início da construção da Estação Mir                                                    |
| Alexandr Viktorenko                    | União das Repúblicas Socialistas Soviéticas | 1987                                   | Soyuz TM-3 / Mir                       |                                                                                        |
| Muhammed Faris                         | Síria                                       | 1987                                   | Soyuz TM-3 / Mir                       | Primeiro cosmonauta sírio no espaço.                                                   |
| Anatoli Levchenko                      | União das Repúblicas Socialistas Soviéticas | 1987                                   | Soyuz TM-4 / Mir                       |                                                                                        |
| Musa Manarov                           | União das Repúblicas Socialistas Soviéticas | 1987                                   | Soyuz TM-4 / Mir                       | Passou um ano inteiro na Mir                                                           |
| Aleksandr Aleksandrov                  | Bulgária                                    | 1988                                   | Soyuz TM-5 / Mir                       |                                                                                        |
| Anatoly Solovyev                       | União das Repúblicas Socialistas Soviéticas | 1988                                   | Soyuz TM-5 / Mir                       |                                                                                        |
| Abdul Ahad Mohmand                     | Afeganistão                                 | 1988                                   | Soyuz TM-6 / Mir                       | Primeiro cosmonauta do Afeganistão.                                                    |
| Valeri Polyakov                        | União das Repúblicas Socialistas Soviéticas | 1988                                   | Soyuz TM-6 / Mir                       |                                                                                        |
| Sergei Krikalev                        | União das Repúblicas Socialistas Soviéticas | 1988                                   | Soyuz TM-7 / Mir                       |                                                                                        |
| Guy Gardner                            | Estados Unidos                              | 1988                                   | STS-27 / Atlantis                      |                                                                                        |
| William Shepherd                       | Estados Unidos                              | 1988                                   | STS-27 / Atlantis                      |                                                                                        |
| John Blaha                             | Estados Unidos                              | 1989                                   | STS-29 / Discovery                     |                                                                                        |
| James Bagian                           | Estados Unidos                              | 1989                                   | STS-29 / Discovery                     |                                                                                        |
| Robert Springer                        | Estados Unidos                              | 1989                                   | STS-29 / Discovery                     |                                                                                        |
| Mark Lee                               | Estados Unidos                              | 1989                                   | STS-30 / Atlantis                      |                                                                                        |
| Richard Richards                       | Estados Unidos                              | 1989                                   | STS-28 / Columbia                      |                                                                                        |
| James Adamson                          | Estados Unidos                              | 1989                                   | STS-28 / Columbia                      |                                                                                        |
| Mark Brown                             | Estados Unidos                              | 1989                                   | STS-28 / Columbia                      |                                                                                        |
| Ellen Baker                            | Estados Unidos                              | 1989                                   | STS-34 / Atlantis                      | A tripulação coloca em órbita a sonda Galileo para Júpiter                             |
| Michael McCulley                       | Estados Unidos                              | 1989                                   | STS-34 / Atlantis                      |                                                                                        |
| Sonny Carter                           | Estados Unidos                              | 1989                                   | STS-33 / Discovery                     |                                                                                        |
| Kathryn Thornton                       | Estados Unidos                              | 1989                                   | STS-33 / Discovery                     |                                                                                        |
| James Wetherbee                        | Estados Unidos                              | 1990                                   | STS-32 / Columbia                      |                                                                                        |
| David Low                              | Estados Unidos                              | 1990                                   | STS-32 / Columbia                      |                                                                                        |
| Marsha Ivins                           | Estados Unidos                              | 1990                                   | STS-32 / Columbia                      |                                                                                        |
| Aleksandr Balandin                     | União das Repúblicas Socialistas Soviéticas | 1990                                   | Soyuz TM-9 / Mir                       |                                                                                        |
| John Casper                            | Estados Unidos                              | 1990                                   | STS-36 / Atlantis                      |                                                                                        |
| Pierre Thuot                           | Estados Unidos                              | 1990                                   | STS-36 / Atlantis                      |                                                                                        |
| Gennadi Manakov                        | União das Repúblicas Socialistas Soviéticas | 1990                                   | Soyuz TM-10 / Mir                      |                                                                                        |
| Robert Cabana                          | Estados Unidos                              | 1990                                   | STS-41 / Discovery                     |                                                                                        |
| Bruce Melnick                          | Estados Unidos                              | 1990                                   | STS-41 / Discovery                     |                                                                                        |
| Thomas Akers                           | Estados Unidos                              | 1990                                   | STS-41 / Discovery                     |                                                                                        |
| Frank Culbertson Jr.                   | Estados Unidos                              | 1990                                   | STS-38 / Atlantis                      |                                                                                        |
| Carl Meade                             | Estados Unidos                              | 1990                                   | STS-38 / Atlantis                      |                                                                                        |
| Charles Gemar                          | Estados Unidos                              | 1990                                   | STS-38 / Atlantis                      |                                                                                        |
| Viktor Afanasyev                       | União das Repúblicas Socialistas Soviéticas | 1990                                   | Soyuz TM-11 / Mir                      |                                                                                        |
| Toyohiro Akiyama                       | Japão                                       | 1990                                   | Soyuz TM-11 / Mir                      | Primeiro cosmonauta do Japão no espaço                                                 |
| Samuel Durrance                        | Estados Unidos                              | 1990                                   | STS-35 / Columbia                      |                                                                                        |
| Ronald Parise                          | Estados Unidos                              | 1990                                   | STS-35 / Columbia                      |                                                                                        |
| Kenneth Cameron                        | Estados Unidos                              | 1991                                   | STS-37 /Atlantis                       |                                                                                        |
| Jay Apt                                | Estados Unidos                              | 1991                                   | STS-37 / Atlantis                      |                                                                                        |
| Linda Godwin                           | Estados Unidos                              | 1991                                   | STS-37 / Atlantis                      |                                                                                        |
| Blaine Hammond                         | Estados Unidos                              | 1991                                   | STS-39 / Discovery                     |                                                                                        |
| Gregory Harbaugh                       | Estados Unidos                              | 1991                                   | STS-39 / Discovery                     |                                                                                        |
| Richard Hieb                           | Estados Unidos                              | 1991                                   | STS-39 / Discovery                     |                                                                                        |
| Donald McMonagle                       | Estados Unidos                              | 1991                                   | STS-39 / Discovery                     |                                                                                        |
| Charles Veach                          | Estados Unidos                              | 1991                                   | STS-39 / Discovery                     |                                                                                        |
| Helen Sharman                          | Reino Unido                                 | 1991                                   | Soyuz TM-12/ Mir                       | O primeiro cidadão do Reino Unido no espaço é mulher.                                  |
| Anatoli Artsebarsky                    | União das Repúblicas Socialistas Soviéticas | 1991                                   | Soyuz TM-12/ Mir                       |                                                                                        |
| Sidney Gutierrez                       | Estados Unidos                              | 1991                                   | STS-40 / Columbia                      |                                                                                        |
| Tamara Jernigan                        | Estados Unidos                              | 1991                                   | STS-40 / Columbia                      |                                                                                        |
| Drew Gaffney                           | Estados Unidos                              | 1991                                   | STS-40 / Columbia                      |                                                                                        |
| Millie Hughes-Fulford                  | Estados Unidos                              | 1991                                   | STS-40 / Columbia                      |                                                                                        |
| Michael Baker                          | Estados Unidos                              | 1991                                   | STS-43 / Atlantis                      |                                                                                        |
| Toktar Aubakirov                       | União das Repúblicas Socialistas Soviéticas | 1991                                   | Soyuz TM-13/ Mir                       |                                                                                        |
| Franz Viehböck                         | Áustria                                     | 1991                                   | Soyuz TM-13/ Mir                       | Primeiro cosmonauta da Áustria                                                         |
| Kenneth Reightler Jr.                  | Estados Unidos                              | 1991                                   | STS-48 / Discovery                     |                                                                                        |
| Terence Henricks                       | Estados Unidos                              | 1991                                   | STS-44 / Atlantis                      |                                                                                        |
| Mario Runco Jr                         | Estados Unidos                              | 1991                                   | STS-44 / Atlantis                      |                                                                                        |
| James Voss                             | Estados Unidos                              | 1991                                   | STS-44 / Atlantis                      |                                                                                        |
| Thomas Hennen                          | Estados Unidos                              | 1991                                   | STS-44 / Atlantis                      |                                                                                        |
| Stephen Oswald                         | Estados Unidos                              | 1992                                   | STS-42 / Discovery                     |                                                                                        |
| William Readdy                         | Estados Unidos                              | 1992                                   | STS-42 / Discovery                     |                                                                                        |
| Roberta Bondar                         | Canadá                                      | 1992                                   | STS-42 / Discovery                     |                                                                                        |
| Alexander Kaleri                       | Rússia                                      | 1992                                   | Soyuz TM-14/ Mir                       | Primeiro cosmonauta da Rússia, após o fim da URSS.                                     |
| Klaus-Dietrich Flade                   | Alemanha                                    | 1992                                   | Soyuz TM-14/ Mir                       |                                                                                        |
| Brian Duffy                            | Estados Unidos                              | 1992                                   | STS-45 / Atlantis                      |                                                                                        |
| Michael Foale                          | Estados Unidos                              | 1992                                   | STS-45 / Atlantis                      |                                                                                        |
| Dirk Frimout                           | Bélgica                                     | 1992                                   | STS-45 / Atlantis                      | Primeiro astronauta da Bélgica                                                         |
| Kevin Chilton                          | Estados Unidos                              | 1992                                   | STS-49 / Endeavour                     |                                                                                        |
| Kenneth Bowersox                       | Estados Unidos                              | 1992                                   | STS-50 / Columbia                      |                                                                                        |
| Lawrence DeLucas                       | Estados Unidos                              | 1992                                   | STS-50 / Columbia                      |                                                                                        |
| Eugene Trinh                           | Estados Unidos                              | 1992                                   | STS-50 / Columbia                      |                                                                                        |
| Michel Tognini                         | França                                      | 1992                                   | Soyuz TM-15 / Mir                      |                                                                                        |
| Sergei Avdeyev                         | Rússia                                      | 1992                                   | Soyuz TM-15 / Mir                      |                                                                                        |
| Andrew Allen                           | Estados Unidos                              | 1992                                   | STS-46 / Atlantis                      |                                                                                        |
| Claude Nicollier                       | Suíça                                       | 1992                                   | STS-46 / Atlantis                      | Primeiro astronauta da Suíça.                                                          |
| Franco Malerba                         | Itália                                      | 1992                                   | STS-46 / Atlantis                      | Primeiro astronauta da Itália                                                          |
| Curtis Brown                           | Estados Unidos                              | 1992                                   | STS-47 / Endeavour                     |                                                                                        |
| Jan Davis                              | Estados Unidos                              | 1992                                   | STS-47 / Endeavour                     |                                                                                        |
| Mae Jemison                            | Estados Unidos                              | 1992                                   | STS-47 / Endeavour                     |                                                                                        |
| Mamoru Mohri                           | Japão                                       | 1992                                   | STS-47 / Endeavour                     |                                                                                        |
| Steven MacLean                         | Canadá                                      | 1992                                   | STS-52 / Columbia                      |                                                                                        |
| Michael Clifford                       | Estados Unidos                              | 1992                                   | STS-53 / Discovery                     |                                                                                        |
| Susan Helms                            | Estados Unidos                              | 1993                                   | STS-54 / Endeavour                     |                                                                                        |
| Aleksander Poleshchuk                  | Rússia                                      | 1993                                   | Soyuz TM-16 / Mir                      |                                                                                        |
| Kenneth Cockrell                       | Estados Unidos                              | 1993                                   | STS-56 / Discovery                     |                                                                                        |
| Ellen Ochoa                            | Estados Unidos                              | 1993                                   | STS-56 / Discovery                     |                                                                                        |
| Charles Precourt                       | Estados Unidos                              | 1993                                   | STS-55 / Columbia                      |                                                                                        |
| Bernard Harris                         | Estados Unidos                              | 1993                                   | STS-55 / Columbia                      |                                                                                        |
| Ulrich Walter                          | Alemanha                                    | 1993                                   | STS-55 / Columbia                      |                                                                                        |
| Hans Schlegel                          | Alemanha                                    | 1993                                   | STS-55 / Columbia                      |                                                                                        |
| Nancy Currie                           | Estados Unidos                              | 1993                                   | STS-57 / Endeavour                     |                                                                                        |
| Peter Wisoff                           | Estados Unidos                              | 1993                                   | STS-57 / Endeavour                     |                                                                                        |
| Janice Voss                            | Estados Unidos                              | 1993                                   | STS-57 / Endeavour                     |                                                                                        |
| Vasili Tsibliyev                       | Rússia                                      | 1993                                   | Soyuz TM-17 / Mir                      |                                                                                        |
| Jean-Pierre Haigneré                   | França                                      | 1993                                   | Soyuz TM-17 / Mir                      |                                                                                        |
| James Newman                           | Estados Unidos                              | 1993                                   | STS-51 / Discovery                     |                                                                                        |
| Daniel Bursch                          | Estados Unidos                              | 1993                                   | STS-51 / Discovery                     |                                                                                        |
| Carl Walz                              | Estados Unidos                              | 1993                                   | STS-51 / Discovery                     |                                                                                        |
| Richard Searfoss                       | Estados Unidos                              | 1993                                   | STS-58 / Columbia                      |                                                                                        |
| Martin Fettman                         | Estados Unidos                              | 1993                                   | STS-58 / Columbia                      |                                                                                        |
| William McArthur Jr.                   | Estados Unidos                              | 1993                                   | STS-58 / Columbia                      |                                                                                        |
| David Wolf                             | Estados Unidos                              | 1993                                   | STS-58 / Columbia                      |                                                                                        |
| Yuri Usachev                           | Rússia                                      | 1993                                   | Soyuz TM-18 / Mir                      |                                                                                        |
| Ronald Sega                            | Estados Unidos                              | 1994                                   | STS-60 / Discovery                     |                                                                                        |
| Thomas Jones                           | Estados Unidos                              | 1994                                   | STS-59 / Endeavour                     |                                                                                        |
| Yuri Malenchenko                       | Rússia                                      | 1994                                   | Soyuz TM-19 / Mir                      | Primeira pessoa a casar no espaço, em 2003. A noiva estava no Texas.                   |
| Talgat Musabayev                       | Rússia                                      | 1994                                   | Soyuz TM-19 / Mir                      |                                                                                        |
| James Halsell                          | Estados Unidos                              | 1994                                   | STS-65 / Columbia                      |                                                                                        |
| Leroy Chiao                            | Estados Unidos                              | 1994                                   | STS-65 / Columbia                      |                                                                                        |
| Donald Thomas                          | Estados Unidos                              | 1994                                   | STS-65 / Columbia                      |                                                                                        |
| Chiaki Mukai                           | Japão                                       | 1994                                   | STS-65 / Columbia                      |                                                                                        |
| Jerry Linenger                         | Estados Unidos                              | 1994                                   | STS-64 / Discovery                     |                                                                                        |
| Terrence Wilcutt                       | Estados Unidos                              | 1994                                   | STS-68 / Endeavour                     |                                                                                        |
| Steven Smith                           | Estados Unidos                              | 1994                                   | STS-68 / Endeavour                     |                                                                                        |
| Yelena Kondakova                       | Rússia                                      | 1994                                   | Soyuz TM-20 / Mir                      |                                                                                        |
| Scott Parazynski                       | Estados Unidos                              | 1994                                   | STS-66 / Atlantis                      |                                                                                        |
| Joseph Tanner                          | Estados Unidos                              | 1994                                   | STS-66 / Atlantis                      |                                                                                        |
| Jean-François Clervoy                  | França                                      | 1994                                   | STS-66 / Atlantis                      |                                                                                        |
| Eileen Collins                         | Estados Unidos                              | 1995                                   | STS-63 / Discovery                     |                                                                                        |
| William Gregory                        | Estados Unidos                              | 1995                                   | STS-67 / Endeavour                     |                                                                                        |
| John Grunsfeld                         | Estados Unidos                              | 1995                                   | STS-67 / Endeavour                     |                                                                                        |
| Wendy Lawrence                         | Estados Unidos                              | 1995                                   | STS-67 / Endeavour                     |                                                                                        |
| Vladimir Dejurov                       | Rússia                                      | 1995                                   | Soyuz TM-20 / Mir                      |                                                                                        |
| Nikolai Budarin                        | Rússia                                      | 1995                                   | STS-71 / Atlantis / Mir                |                                                                                        |
| Kevin Kregel                           | Estados Unidos                              | 1995                                   | STS-70 / Discovery                     |                                                                                        |
| Mary Weber                             | Estados Unidos                              | 1995                                   | STS-70 / Discovery                     |                                                                                        |
| Yuri Gidzenko                          | Rússia                                      | 1995                                   | Soyuz TM-22/ Mir                       |                                                                                        |
| Thomas Reiter                          | Alemanha                                    | 1995                                   | Soyuz TM-22/ Mir                       |                                                                                        |
| Michael Gernhardt                      | Estados Unidos                              | 1995                                   | STS-69 / Endeavour                     |                                                                                        |
| Kent Rominger                          | Estados Unidos                              | 1995                                   | STS-73 / Columbia                      |                                                                                        |
| Michael Lopez-Alegria                  | Estados Unidos                              | 1995                                   | STS-73 / Columbia                      |                                                                                        |
| Catherine Coleman                      | Estados Unidos                              | 1995                                   | STS-73 / Columbia                      |                                                                                        |
| Fred Leslie                            | Estados Unidos                              | 1995                                   | STS-73 / Columbia                      |                                                                                        |
| Albert Sacco Jr.                       | Estados Unidos                              | 1995                                   | STS-73 / Columbia                      |                                                                                        |
| Chris Hadfield                         | Canadá                                      | 1995                                   | STS-74 / Atlantis                      |                                                                                        |
| Brent Jett                             | Estados Unidos                              | 1996                                   | STS-72 / Endeavour                     |                                                                                        |
| Daniel Barry                           | Estados Unidos                              | 1996                                   | STS-72 / Endeavour                     |                                                                                        |
| Winston Scott                          | Estados Unidos                              | 1996                                   | STS-72 / Endeavour                     |                                                                                        |
| Koichi Wakata                          | Japão                                       | 1996                                   | STS-72 / Endeavour                     |                                                                                        |
| Yuri Onufrienko                        | Rússia                                      | 1996                                   | Soyuz TM-23 / Mir                      |                                                                                        |
| Scott Horowitz                         | Estados Unidos                              | 1996                                   | STS-75 / Columbia                      |                                                                                        |
| Maurizio Cheli                         | Itália                                      | 1996                                   | STS-75 / Columbia                      |                                                                                        |
| Umberto Guidoni                        | Itália                                      | 1996                                   | STS-75 / Columbia                      |                                                                                        |
| Andrew Thomas                          | Estados Unidos                              | 1996                                   | STS-77 / Endeavour                     |                                                                                        |
| Richard Linnehan                       | Estados Unidos                              | 1996                                   | STS-78 / Columbia                      |                                                                                        |
| Charles Brady Jr.                      | Estados Unidos                              | 1996                                   | STS-78 / Columbia                      |                                                                                        |
| Robert Thirsk                          | Canadá                                      | 1996                                   | STS-78 / Columbia                      |                                                                                        |
| Jean-Jacques Favier                    | França                                      | 1996                                   | STS-78 / Columbia                      |                                                                                        |
| Valery Korzun                          | Rússia                                      | 1996                                   | Soyuz TM-24 / Mir                      |                                                                                        |
| Claudie Haigneré                       | França                                      | 1996                                   | Soyuz TM-24 / Mir                      |                                                                                        |
| Aleksandr Lazutkin                     | Rússia                                      | 1997                                   | Soyuz TM-25 / Mir                      |                                                                                        |
| Reinhold Ewald                         | Alemanha                                    | 1997                                   | Soyuz TM-25 / Mir                      |                                                                                        |
| Susan Still                            | Estados Unidos                              | 1997                                   | STS-83 / Columbia                      |                                                                                        |
| Roger Crouch                           | Estados Unidos                              | 1997                                   | STS-83 / Columbia                      |                                                                                        |
| Greg Linteris                          | Estados Unidos                              | 1997                                   | STS-83 / Columbia                      |                                                                                        |
| Carlos Noriega                         | Estados Unidos                              | 1997                                   | STS-84 / Atlantis                      |                                                                                        |
| Edward Lu                              | Estados Unidos                              | 1997                                   | STS-84 / Atlantis                      |                                                                                        |
| Pavel Vinogradov                       | Rússia                                      | 1997                                   | Soyuz TM-26 / Mir                      |                                                                                        |
| Robert Curbeam                         | Estados Unidos                              | 1997                                   | STS-85 / Discovery                     |                                                                                        |
| Stephen Robinson                       | Estados Unidos                              | 1997                                   | STS-85 / Discovery                     |                                                                                        |
| Bjarni Tryggvason                      | Canadá                                      | 1997                                   | STS-85 / Discovery                     |                                                                                        |
| Michael Bloomfield                     | Estados Unidos                              | 1997                                   | STS-86 / Atlantis                      |                                                                                        |
| Steven Lindsey                         | Estados Unidos                              | 1997                                   | STS-87 / Columbia                      |                                                                                        |
| Kalpana Chawla                         | Estados Unidos                              | 1997                                   | STS-87 / Columbia                      | Morreu em 2003 na explosão da nave Columbia na reentrada da atmosfera                  |
| Takao Doi                              | Japão                                       | 1997                                   | STS-87 / Columbia                      |                                                                                        |
| Leonid Kadenyuk                        | Ucrânia                                     | 1997                                   | STS-87 / Columbia                      | Primeiro cosmonauta da Ucrânia, pós-URSS.                                              |
| Joe Edwards Jr                         | Estados Unidos                              | 1998                                   | STS-89 / Endeavour / Mir               |                                                                                        |
| Michael Anderson                       | Estados Unidos                              | 1998                                   | STS-89 / Endeavour / Mir               | Morreu em 2003 na explosão da nave Columbia na reentrada da atmosfera                  |
| James Reilly                           | Estados Unidos                              | 1998                                   | STS-89 / Endeavour / Mir               |                                                                                        |
| Salijan Sharipov                       | Rússia                                      | 1998                                   | STS-89 / Endeavour / Mir               |                                                                                        |
| Léopold Eyharts                        | França                                      | 1998                                   | Soyuz TM-27 / Mir                      |                                                                                        |
| Scott Altman                           | Estados Unidos                              | 1998                                   | STS-90 / Columbia                      |                                                                                        |
| Kathryn Hire                           | Estados Unidos                              | 1998                                   | STS-90 / Columbia                      |                                                                                        |
| Jay Buckey                             | Estados Unidos                              | 1998                                   | STS-90 / Columbia                      |                                                                                        |
| Dafydd Williams                        | Canadá                                      | 1998                                   | STS-90 / Columbia                      |                                                                                        |
| James Pawelczyk                        | Estados Unidos                              | 1998                                   | STS-90 / Columbia                      |                                                                                        |
| Dominic Gorie                          | Estados Unidos                              | 1998                                   | STS-91 / Discovery                     |                                                                                        |
| Janet Kavandi                          | Estados Unidos                              | 1998                                   | STS-91 / Discovery                     |                                                                                        |
| Yuri Baturin                           | Rússia                                      | 1998                                   | Soyuz TM-28 / Mir                      |                                                                                        |
| Gennady Padalka                        | Rússia                                      | 1998                                   | Soyuz TM-28 / Mir                      |                                                                                        |
| Pedro Duque                            | Espanha                                     | 1998                                   | STS-95 / Discovery                     | Primeiro espanhol no espaço                                                            |
| Frederick Sturckow                     | Estados Unidos                              | 1998                                   | STS-88 / Endeavour / ISS               | Início da construção da ISS - Estação Espacial Internacional                           |
| Ivan Bella                             | Eslováquia                                  | 1999                                   | Soyuz TM-29 / Mir                      | Primeiro cosmonauta da Eslováquia                                                      |
| Rick Husband                           | Estados Unidos                              | 1999                                   | STS-96 / Discovery / ISS               | Morto no comando da nave Columbia que se desintegrou no ar em 2003                     |
| Julie Payette                          | Canadá                                      | 1999                                   | STS-96 / Discovery / ISS               |                                                                                        |
| Valery Tokarev                         | Rússia                                      | 1999                                   | STS-96 / Discovery / ISS               |                                                                                        |
| Jeffrey Ashby                          | Estados Unidos                              | 1999                                   | STS-93 / Columbia                      |                                                                                        |
| Scott Kelly                            | Estados Unidos                              | 1999                                   | STS-103 / Discovery                    |                                                                                        |

Fonte: Spacefacts – Astronauts and Cosmonauts (sorted by "First mission")